# Petamella
Petamella is een geslacht van rechtvleugeligen uit de familie veldsprinkhanen (Acrididae). De wetenschappelijke naam van dit geslacht is voor het eerst geldig gepubliceerd in 1907 door Giglio-Tos.

## Soorten
Het geslacht Petamella omvat de volgende soorten:
- Petamella fallax Giglio-Tos, 1907
- Petamella prosternalis Karny, 1907